# Các hình khắc trên đá ở Valcamonica
Các hình khắc trên đá ở Val Camonica (Thung lũng Camonica) nằm tại tỉnh Brescia, Ý. Đây là bộ sưu tập lớn nhất thế giới về các bức tranh khắc đá thời tiền sử. Nó được UNESCO công nhận là Di sản thế giới từ năm 1979, là di sản đầu tiên được công nhận tại Ý. Khi mới được công nhận có 140.000 con số và biểu tượng khắc đá nhưng những khám phá gần đây đã tăng lên từ 200.000-300.000. Các hình khắcleen 2.000 tảng đá nằm khắp các khu vực thuộc 180 địa phương với 24 đô thị nhưng tập trung nhiều nhất tại Darfo Boario Terme, Capo di Ponte, Nadro, Cimbergo, Sonico, Sellero, Ossimo và Paspardo là những nơi có 8 công viên dành cho du khách ghé thăm.

## Lịch sử
Các hình khắc được hình thành trong khoảng thời gian 8.000 năm, cho đến thời đại đồ sắt (Thiên niên kỷ 1 TCN) nên tác giả của chúng là những người Camunni cổ xưa. Truyền thống khắc họa này được sử dụng chủ yếu bằng kỹ thuật "martellina", tuy nhiên có một số lượng ít các hình khắc Graffito.
Các hình khắc mô tả công việc, biểu tượng hình học, vật dụng, động vật, con người, biểu tượng tôn giáo cùng rất nhiều các hình ảnh khác. Trong số các hình khắc tại đây nổi tiếng nhất là "Hoa hồng Camunian" (Rosa camuna) được coi như là biểu tượng chính thức của Lombardia.

## Công viên hình khắc đá
Rock Drawings in Valcamonica, site UNESCO n° 94 
| N° | Tên                                                              | Khu đô thị                     | Tọa độ                                        | hình khắc |
| -- | ---------------------------------------------------------------- | ------------------------------ | --------------------------------------------- | --------- |
| 1. | Công viên khảo cổ quốc gia tranh khắc đá Naquane                 | Capo di Ponte                  | 46°01′32″B 10°20′57″Đ / 46,02556°B 10,34917°Đ |           |
| 2. | Công viên khảo cổ quốc gia Massi di Cemmo                        | Capo di Ponte                  | 46°01′52″B 10°20′20″Đ / 46,03111°B 10,33889°Đ |           |
| 3. | Công viên khảo cổ thành phố Seradina-Bedolina                    | Capo di Ponte                  | 46°02′0″B 10°20′29″Đ / 46,03333°B 10,34139°Đ  |           |
| 4. | Công viên khảo cổ Asinino-Anvòia                                 | Ossimo                         | 45°57′19″B 10°14′47″Đ / 45,95528°B 10,24639°Đ |           |
| 5. | Công viên khảo cổ tranh khắc đá Luine                            | Darfo Boario Terme             | 45°53′20″B 10°10′46″Đ / 45,88889°B 10,17944°Đ |           |
| 6. | Công viên khảo cổ Sellero                                        | Sellero                        | 46°03′26″B 10°20′29″Đ / 46,05722°B 10,34139°Đ |           |
| 7. | Công viên khảo cổ Sonico                                         | Sonico                         | 46°10′7″B 10°21′20″Đ / 46,16861°B 10,35556°Đ  |           |
| 8. | Khu bảo tồn thiên nhiên tranh khắc đá Ceto, Cimbergo và Paspardo | Ceto (Nadro) Cimbergo Paspardo | 46°01′6″B 10°21′10″Đ / 46,01833°B 10,35278°Đ  |           |